# Ni el tiro del final
 Ni el tiro del final  es una película coproducida por Argentina y Estados Unidos dirigida por Juan José Campanella sobre su propio guion escrito en colaboración con Lynn Geller y Larry Golin basado en la novela homónima de José Pablo Feinmann que se estrenó el 14 de enero de 1997.
La película también se exhibió como ...Y llegó el amor y Love Walked In.

## Sinopsis
Un alcohólico que se gana la vida como escritor y como pianista en un cabaré en el que canta su esposa, planea una extorsión que incluye empujarla a los brazos de un millonario para sacar unas fotos incriminatorias.

## Reparto
- Denis Leary …Jack Hannaway
- Aitana Sánchez Gijón …Vicky Rivas
- Terence Stamp …Fred Moore
- Michael Badalucco …Eddie Bianco
- Gene Canfield …Joey
- Marj Dusay …Sra. Moore
- Moira Kelly …Vera
- Danny Nucci …Primo Matt
- Neal Huff …Howard
- J. K. Simmons …Sr. Shulman
- Justin Lazard …Lenny
- Rocco Sisto …Ilm Zamsky
- Jimmy McQuaid …Howard (joven)
- Murphy Guyer …Jefe de Howard
- Paul Eagle …Propietario
- Fiddle Viracola …Tía Ethel
- Jeremy Webb …Mozo de Hampton
- Gregory Scanlon …Camarero
- Gary DeWitt Marshall …Cantinero
- D. C. Benny …Actor cómico
- Patrick Boll …Porter

## Producción
Los directores Adolfo Aristarain y Néstor Lescovich se habían interesado previamente en filmar la novela de Feimann pero no llegaron a concretarlo. Cuando Campanella comienza con el proyecto, Madonna se interesó por la protagonista femenina pero luego desistió por lo cual el papel se reescribió. El metraje debió acortarse por imposición de la distribuidora de la división televisión de Columbia Pictures. Fue el primer largometraje de Campanella que el público y la crítica de Argentina recibió con frialdad.

## Comentarios
Horacio Bernades en Página 12 escribió:

«La letra está, pero falta ese algo –llámese ángel, magia, tensión narrativa o carnadura- que puede hacer de un buen guion una buena película.»

Diego Curubeto en Ámbito Financiero opinó:

«La dirección de Campanella es cuidada e imaginativa, exhibiendo el sentido común y la concepción visual que no se ve muy a menudo en el cine nacional, a su favor hay que decir que más allá de sus actores, esta producción no es mucho más costosa de las que se han hecho aquí recientemente .»

Alberto Farina en El Cronista Comercial dijo:

«Los diversos triángulos cambian de vértice… aunque el final puede resultar algo confuso sobre los desenlaces monetarios queda bastante claro que las cosas no salieron como se planificaron.»